# Hildebrando de Freitas Pedroso
Hildebrando de Freitas Pedroso (1807 — 25 de junho de 1881) foi um sacerdote católico e político brasileiro.
Foi eleito deputado na Assembleia Constituinte e Legislativa Farroupilha, em 1842, sendo dela presidente.

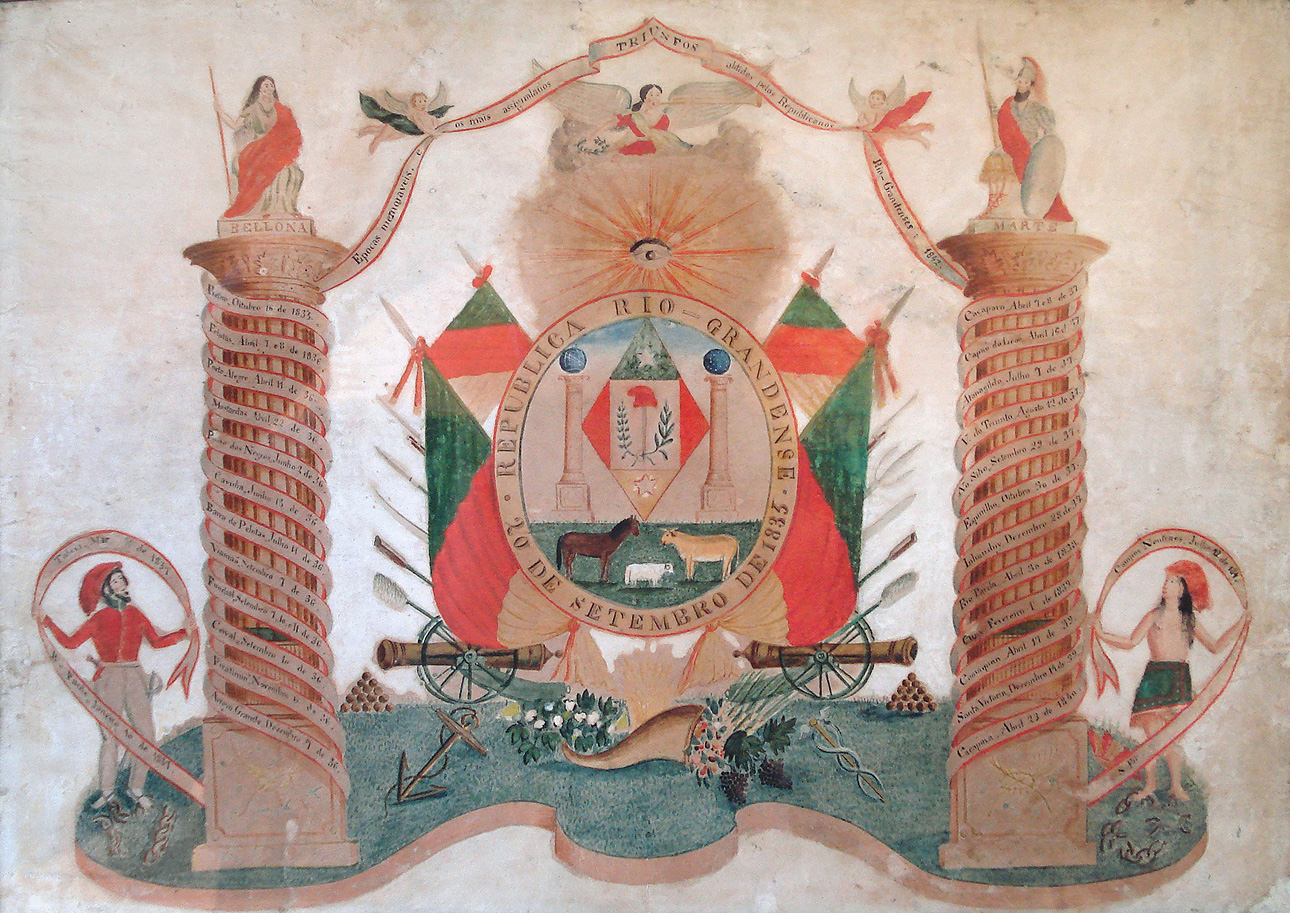
Alegoria Farroupilha, obra do padre Hildebrando de Freitas Pedroso.

Foi pároco da Igreja Nossa Senhora do Rosário, em Porto Alegre.
Foi autor da Alegoria Farroupilha, uma aquarela sobre papel, colado em papelão que hoje é parte do acervo do Museu Júlio de Castilhos. Contudo, Athos Damasceno contesta a atribuição, alegando que o autor foi o padre Francisco das Chagas Martins Ávila e Sousa, o conhecido Padre Chagas.